# Vitor Júnior
Vítor Silva Assis de Oliveira Júnior, meglio noto come Vitor Júnior (Porto Alegre, 15 settembre 1986), è un calciatore brasiliano, centrocampista dell'Inter de Santa Maria.

## Carriera
Ha giocato nella seconda divisione brasiliana e nella prima divisione dei campionati brasiliano, croato, sloveno, giapponese, thailandese, saudita e kazako.